# Svenska Supercupen för damer
Supercupen för damer var en svensk cuptävling i fotboll som bestod av en match mellan det segrande laget i den senaste färdigspelade Damallsvenskan och det segrande laget i den senaste färdigspelade upplagan av Svenska cupen. Var det samma lag som hade vunnit Damallsvenskan som Svenska cupen så spelades matchen mellan ettan och tvåan i Damallsvenskan. Supercupen spelades första gången 2007. 2016 lades turneringen ned i brist på intresse av allmänheten.

## Resultat
Svenska Supercupen spelades alltid på Svenska mästarnas (hemma)arena.
| # | Datum | Hemmalag (Svenska mästare) | Resultat | Bortalag | Spelplats |  |
|   |       |                            |          |          |           |  |
|   |       |                            |          |          |           |  |
|   |       |                            |          |          |           |  |

| 1            | 1 april 2007 | Umeå IK | 3 – 1   | Linköpings FC | Norrköpings IP |             |
| Huvudartikel | Huvudartikel |         | (0 – 1) |               | Publik: 573    | Publik: 573 |
| Huvudartikel | Huvudartikel |         |         |               | Publik: 573    | Publik: 573 |
| Huvudartikel | Huvudartikel |         |         |               | Publik: 573    | Publik: 573 |

| 2            | 24 mars 2008 | Umeå IK | 3 – 0   | Djurgårdens IF | Gammliavallen |             |
| Huvudartikel | Huvudartikel |         | (2 – 0) |                | Publik: 377   | Publik: 377 |
| Huvudartikel | Huvudartikel |         |         |                | Publik: 377   | Publik: 377 |
| Huvudartikel | Huvudartikel |         |         |                | Publik: 377   | Publik: 377 |

| 3            | 22 mars 2009 | Umeå IK | 0 – 1   | Linköpings FC | Gammliavallen |  |
| Huvudartikel | Huvudartikel |         | (0 – 1) |               |               |  |
| Huvudartikel | Huvudartikel |         |         |               |               |  |
| Huvudartikel | Huvudartikel |         |         |               |               |  |

| 4            | 21 mars 2010 | Linköpings FC | 2 – 0   | Umeå IK | Nya Parken             |                        |
| Huvudartikel | Huvudartikel |               | (0 – 0) |         | Norrköping Publik: 146 | Norrköping Publik: 146 |
| Huvudartikel | Huvudartikel |               |         |         | Norrköping Publik: 146 | Norrköping Publik: 146 |
| Huvudartikel | Huvudartikel |               |         |         | Norrköping Publik: 146 | Norrköping Publik: 146 |

| 5            | 27 mars 2011 | LdB FC Malmö | 2 – 1   | KIF Örebro | Malmö IP    |             |
| Huvudartikel | Huvudartikel |              | (0 – 0) |            | Publik: 354 | Publik: 354 |
| Huvudartikel | Huvudartikel |              |         |            | Publik: 354 | Publik: 354 |
| Huvudartikel | Huvudartikel |              |         |            | Publik: 354 | Publik: 354 |

| 6            | 25 mars 2012 | LdB FC Malmö | 2 – 1   | Kopparbergs/Göteborg | Malmö IP    |             |
| Huvudartikel | Huvudartikel |              | (0 – 0) |                      | Publik: 311 | Publik: 311 |
| Huvudartikel | Huvudartikel |              |         |                      | Publik: 311 | Publik: 311 |
| Huvudartikel | Huvudartikel |              |         |                      | Publik: 311 | Publik: 311 |

| 7            | 1 april 2013 | Tyresö FF                | 2 – 2 (e.fl.) | Kopparbergs/Göteborg | Tyresövallen |             |
| Huvudartikel | Huvudartikel |                          | (0 – 0)       |                      | Publik: 439  | Publik: 439 |
| Huvudartikel | Huvudartikel |                          |               |                      | Publik: 439  | Publik: 439 |
| Huvudartikel | Huvudartikel | Straffsparksläggning 4–6 |               |                      | Publik: 439  | Publik: 439 |

Supercupen 2014 spelades ej på grund av säsongsomläggning.
| 8            | 15 mars 2015 | FC Rosengård | 1 – 0   | Linköpings FC | Malmö IP    |             |
| Huvudartikel | Huvudartikel |              | (0 – 0) |               | Publik: 334 | Publik: 334 |
| Huvudartikel | Huvudartikel |              |         |               | Publik: 334 | Publik: 334 |
| Huvudartikel | Huvudartikel |              |         |               | Publik: 334 | Publik: 334 |

| 9            | 16 mars 2016 | FC Rosengård | 2 – 1   | Linköpings FC | Malmö IP |  |
| Huvudartikel | Huvudartikel |              | (1 – 0) |               |          |  |
| Huvudartikel | Huvudartikel |              |         |               |          |  |
| Huvudartikel | Huvudartikel |              |         |               |          |  |

## Statistik
| Rank | Klubb                | Antal titlar | År                     |
| ---- | -------------------- | ------------ | ---------------------- |
| 1    | FC Rosengård         | 4            | 2011, 2012, 2015, 2016 |
| 2    | Linköping FC         | 2            | 2009, 2010             |
| 2    | Umeå IK              | 2            | 2007, 2008             |
| 3    | Kopparbergs/Göteborg | 1            | 2013                   |

| Rank | Län                  | Klubb(ar)            | Antal titlar | Totalt |
| ---- | -------------------- | -------------------- | ------------ | ------ |
| 1    | Skåne län            | FC Rosengård         | 4            | 4      |
| 2    | Västerbottens län    | Umeå IK              | 2            | 2      |
| 2    | Östergötlands län    | Linköpings FC        | 2            | 2      |
| 3    | Västra Götalands län | Kopparbergs/Göteborg | 1            | 1      |

## Prispengar
Endast det segrande laget i matchen erhöll prispengarna.
- 2007: 50 000 kronor
- 2008: 50 000 kronor
- 2009: 50 000 kronor
- 2010: 50 000 kronor
- 2011: 50 000 kronor
- 2012: 50 000 kronor
- 2013: 50 000 kronor
- 2015: 50 000 kronor